# Carpheria aroa
Carpheria aroa är en fjärilsart som beskrevs av George Thomas Bethune-Baker 1906. Carpheria aroa ingår i släktet Carpheria och familjen nattflyn. Inga underarter finns listade i Catalogue of Life.